# Вайкерт, Ральф
Ральф Вайкерт (нем. Ralf Weikert; род. 10 ноября 1940, Санкт-Флориан, Австрия) — австрийский дирижёр.
Учился в консерватории имени Брукнера в Линце и в Венской Высшей музыкальной школе у Ханса Сваровски.
Занимал посты главного дирижёра Театр-Бонн (до 1977) и музыкального руководителя Франкфуртской Оперы.
В 1981—1984 возглавлял зальцбургский оркестр Моцартеум, в 1983—1992 был музыкальным руководителем Цюрихской Оперы. После этого не занимает постоянных должностей; руководит отдельными постановками в оперных театрах различных стран.
В 1974 дебютировал в Венской, в 1975 — в Гамбургской опере, в 1979 — в Немецкой опере (Берлин), в 1981 — в Баварской опере (Мюнхен), в 1987 — в Метрополитен-Опера (Нью-Йорк), в 1997 — в Опере Сан-Франциско. Гастролировал как оперный и концертный дирижёр в ведущих театрах и залах Германии, Австрии, Италии, Франции, Испании, Португалии, Швейцарии, Голландии, Скандинавии, США, Южной Америки и Японии.
С 1971 — постоянный дирижёр Зальцбургского фестиваля, фестиваля в Экс-ан-Прованс, фестиваля в Брегенце, с 1987 — также фестиваля на Arena di Verona и фестиваля Пуччини в Виареджо.
Среди известных работ Вайкерта — в первую очередь, оперы Россини «Севильский цирюльник» и «Итальянка в Алжире», не только записанные на CD, но и зафиксированные в виде телефильмов.
С сентября 2008 ведёт мастер-профессуру дирижирования в Высшей школе музыки Университета прикладных наук Люцерна.

## Награды и признание
- Первая премия конкурса Nikolai Malko (Копенгаген, 1965)
- Специальная награда Министерства образования Австрии — за лучшее исполнение произведений Моцарта (1966)
- Премия Карла Бёма (1975) — вручена им лично